# Thomas Hofman-Bang
Thomas Bodom Hofman-Bang, född 9 juli 1843 i Norup, död 27 februari 1930 i Höörs församling, var en dansk-svensk agronom.
Hofman-Bang avlade agronomexamen vid ett lantbruksinstitut i Danmark 1865. Han var svenska statens undervisare i schäferiskötsel och ullkultur 1874–1918. Han var innehavare av medaljen Illis quorum samt Gotlands läns hushållningssällskaps stora guldmedalj.